# 427
Cette page concerne l'année 427  du calendrier julien. Pour l'année 427 av. J.-C., voir 427 av. J.-C. Pour le nombre 427, voir 427 (nombre).
L'année 427 est une année commune qui commence un samedi.

## Événements
- 1er janvier : début du consulat de Flavius Hierius et de l’Alain Ardaburius, à Constantinople[1].

- Aetius se rend à Ravenne pour demander les pouvoirs nécessaires à la défense des Gaules à la fois contre les Wisigoths rebelles et contre de nouvelles incursions des Francs rhénans[2].
- Le comte d'Afrique Boniface, qui a épousé Pélagie, une arienne, est appelé par Galla Placidia à Ravenne sur le conseil du maître de la milice Félix. Il refuse d'obéir et la cour de Ravenne le déclare rebelle et envoie des troupes contre lui, qu'il tient en échec[3].
- L’Empire d’Orient annexe la Pannonie Seconde, appartenant à l’Empire occidental. Il avance sur la ligne du Danube, plus facile à défendre contre les Huns, occupant la ville impériale de Sirmium qui protège un gué important sur la Save. L'empereur d'Occident Valentinien III ne ratifie cette annexion qu’en octobre 437, à l’occasion de son mariage à Constantinople[4].

- En Perse, le roi sassanide Vahram V repousse les attaques des Huns Hephtalites venus d'Asie centrale ; le kaghan des Hephtalites, après avoir ravagé le Khorassan réclame un tribut pour se retirer, mais il est tué par les Perses à Merv[5].
- Le roi Changsu transfère la capitale du Koguryŏ de Hwando à Pyongyang, en Corée[6].
- Honorat est élu évêque d'Arles (426 ou fin 427)[7].
- Idace de Chaves devient évêque d'Aquae Flaviae en Galice[8].

## Décès en 427
- Tao Yuanming, écrivain chinois.